# نعرة (حشرة)
النُّعَرَة أو ذُبابَةُ الفَرَس (الاسم العلمي: Tabanus) هي جنس من الحشرات يتبع فصيلة النعرية من رتبة الذوات الجناحين. والنعرة اسم لأنواع معينة من الذباب الذي يعيش قرب المياه في المراعي، والحقول، والغابات. يؤذي هذا الذباب الحيوانات، ومنه نوع ضخم أزرق العين أخضر له إبرة في طرف ذنبه يلسع بها الدواب، وربما دخل في أنف الدابة فلا تستقر في مكان. يتغذى ذكر النعرة البالغ بالزهرات، وغبار الطلع والرحيق. وتعض الأنثى وتمتص دماء الخيول والمواشي الأخرى، كما تعض أيضًا الإنسان. وتضع أنثى النعرة البيض في مجموعات على النباتات التي تنمو في التربة المبللة أو العالقة فوق سطح المياه. وتتطور اليرقات (صغار الذبابة) الشبيهة بالدودة في الوحل، وتأكل الديدان وبعض الحيوانات الصغيرة الأخرى. وعينا ذكر النعرة كبيرتان وتصلان إلى أعلى الرأس، بينما تكون عينا الأنثى أصغر، ولا تصلان إلى أعلى الرأس.
وتحمل أنواع معينة من إناث النعرة أمراضًا مثل الجمرة وداء التُّلريات. وهي تنقل العدوى من حيوان إلى آخر عند عضِّه. وتصعب جدًا السيطرة على النعرة، ويستعمل الرش بالزيوت والمبيدات الحشرية بنجاح لقتل الذباب المكتمل النمو.

## الأنواع
أنواع هذا الجنس:
- كود سباركل
- تحديث القائمة

نوع:نعرة أمريكية 
اسم علمي: Tabanus americanus

نوع:نعرة مزعجة 
اسم علمي: Tabanus bromius